# Len Castle
Pour les articles homonymes, voir Castle.
Leonard Ramsay « Len » Castle (Auckland, 23 décembre 1924 – 29 septembre 2011) est un potier et photographe néo-zélandais.

## Biographie
Né à Auckland en 1924, Castle a obtenu un Bachelor of Science à l'université d'Auckland en 1946 et a poursuivi des études de professeur. Il a obtenu un poste de lecteur à l'Auckland College of Education. Sa première expérience de la poterie remonte à ses dix ans, lorsqu'il a assisté à une démonstration d'Olive Jones (en) à la foire de Pâques d'Auckland. Castle a réalisé sa première poterie en 1947 et pris des cours avec Robert Nettleton Field à Avondale College (en) à Auckland. En 1956, il a passé un an à St Ives en Cornouailles pour travailler avec Bernard Leach, et il est devenu potier à plein temps en 1963. La même année, il a participé à la fondation de la Société des potiers de Nouvelle-Zélande.
Au début des années 1960, il s'est fait construire une maison d'architecte dans le bush des chaînes Waitakere, à Titirangi (au 20 Tawini Road), avec un four et une voie ferrée derrière, ainsi qu'une cave basse lui permettant d'exposer ses œuvres. La famille qui lui a succédé a détruit le four.
Au début des années 1950, Castle avait fait la connaissance du graveur et photographe Theo Schoon (en), qui a décoré la surface des pots pétris et cuits par Castle. Dans les années 1960, Schoon lui a fait découvrir les zones géothermiques du centre de l'île du Nord. Castle a beaucoup photographié les paysages de cette région, qui se reflètent aussi dans sa poterie.
Castle a étudié la céramique au Japon, en Corée et en Chine en 1966–67[citation nécessaire]. Il a cité Shoji Hamada comme l'une de ses influences. En 1972-1973, il s'est fait construire une nouvelle maison au sud de Titirangi, avec un plus grand four, alimenté par une voie ferrée plus importante, et qui est toujours utilisé. En 1989, il a fait partie des céramistes et verriers néo-zélandais sélectionnés pour l'exposition Treasures of the Underworld (en) du pavillon de la Nouvelle-Zélande à l'Exposition universelle de Séville de 1992. Celle-ci se trouve maintenant au Musée national Te Papa Tongarewa.
Castle est mort le 29 septembre 2011.

## Récompenses
En 1986, Castle a été fait commandeur de l'ordre de l'Empire britannique pour ses services à la poterie. Quatre ans plus tard, il a reçu la Médaille commémorative 1990 de Nouvelle-Zélande. Il a été nommé Distinguished Companion of the New Zealand Order of Merit pour services à la poterie dans la promotion du nouvel an 2004. En 2009, il a refusé la transformation de son titre en « Knight Companion » (chevalier compagnon) lorsque le gouvernement a rétabli l'aspect nobiliaire de l'ordre (qui avait été aboli en 2000).
En 2003, Castle a reçu l'Icon Award, la plus haute récompense décernée par l'Arts Foundation of New Zealand (en),.
Len Castle: Potter, édité par Ron Sang Publishing, a reçu en 2003 un Montana New Zealand Book Award pour les œuvres non fictionnelles. Six ans plus tard, Making the Molecules Dance, édité par la Lopdell House Gallery d'Auckland, a remporté le Montana New Zealand Book Award pour la meilleure œuvre non fictionnelle illustrée.

## Œuvres
- (en) Works in the collection of the Museum of New Zealand Te Papa Tongarewa